# Spoofing (finance)
Pour les articles homonymes, voir Spoofing.
Le spoofing en finance est une technique de manipulation boursière qui consiste à offrir des titres à la vente ou l’achat dans l’intention d’annuler l’ordre juste avant qu’il soit exécuté, et ceci afin d’obtenir un mouvement favorable des prix.